# Наводнение в день Святой Люсии

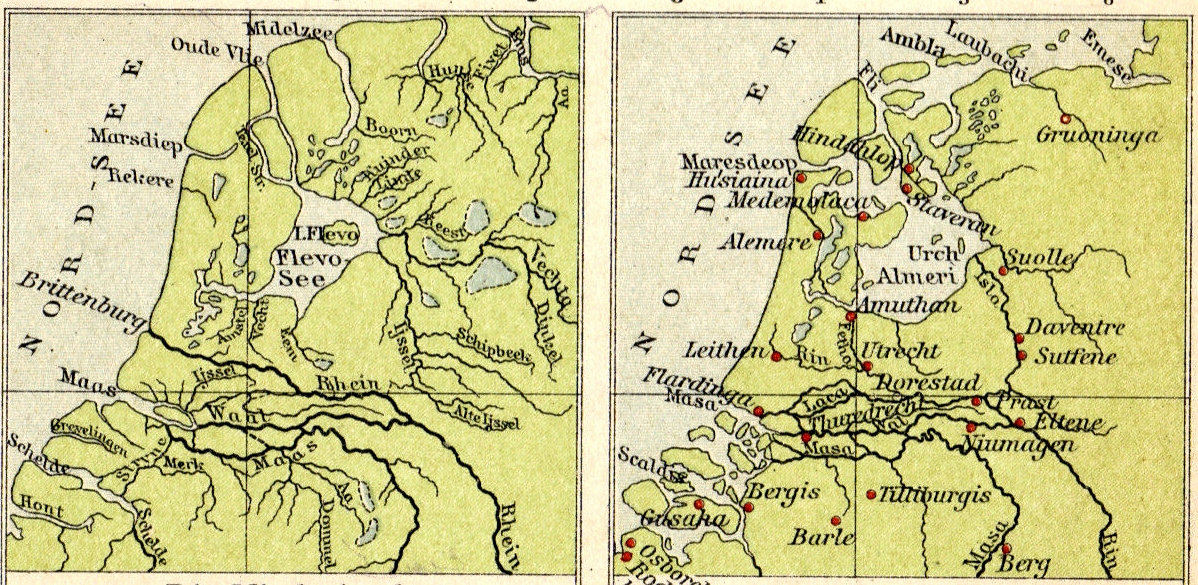
Примерная карта территории Нидерландов в I. и X в. Отчетливо видно увеличение пресноводного озера Флево, которое позже превратится в бухту Зейдерзе.

Наводнение в день Святой Люсии — крупное затопление немецкого и голландского побережья Северного моря, произошедшее 14 декабря 1287 года. Его жертвами стало около 50 тысяч человек и после него остались огромные разрушения. Множество деревень утонуло в воде. В одной лишь Восточной Фризии это затронуло более 30 деревень. Вследствие потери большого количества земель и относительной незащищённости маршей многие жители переселились на более высоко расположенные территории.
В Нидерландах наводнение в день Святой Люсии превратило бывшее озеро Зёйдерзе в бухту Северного моря. Лишь в 1932 году в результате постройки дамбы Афслёйтдейк (в рамках проекта «Зёйдерзе») бухта снова была превращена в пресноводное искусственное озеро Эйсселмер.